# Myospila siamensis
Myospila siamensis är en tvåvingeart som först beskrevs av Malloch 1926.  Myospila siamensis ingår i släktet Myospila och familjen husflugor.
Artens utbredningsområde är Thailand. Inga underarter finns listade i Catalogue of Life.